# Dido Havenaar
Dido Havenaar (ハーフナー・ディド Havenaar Dido?,  nacido el 26 de septiembre de 1957 en Hazerswoude-Dorp) es un exfutbolista neerlandés, nacionalizado japonés. Jugaba de guardameta y su último club fue el Consadole Sapporo de Japón.
Sus dos hijos, Mike y Nikki, también son futbolistas.

## Trayectoria

### Clubes
| Club                 | País         | Año         |
| -------------------- | ------------ | ----------- |
| ADO La Haya          | Países Bajos | 1979 - 1985 |
| Mazda                | Japón        | 1986 - 1989 |
| Yomiuri              | Japón        | 1989 - 1991 |
| Nagoya Grampus Eight | Japón        | 1992 - 1994 |
| Júbilo Iwata         | Japón        | 1995 - 1996 |
| Consadole Sapporo    | Japón        | 1997 - 1998 |

## Palmarés

### Títulos nacionales
| Título                   | Club    | País  | Año       |
| ------------------------ | ------- | ----- | --------- |
| Japan Soccer League      | Yomiuri | Japón | 1990-1991 |
| Copa Japan Soccer League | Yomiuri | Japón | 1991      |